# ای‌ام کانسپیرسی (آلبوم)
ای ام کنسپیریسی نام اولین آلبوم رسمی گروه هارد راک امریکایی ام کنسپیریسی می‌باشد که در ۱۲ ژانویه ۲۰۱۰ منتشر شد. این آلبوم در بیلی سوند استودیو در شهر رینسین ضبط و میکس شد. تهیه‌کنندگی این آلبوم را نیز "کریس ویسکو" (بیسیست گروه نوامبر دوم) بر عهده گرفت. اولین تک‌آهنگ این آلبوم تصاویر در ۲۳ نوامبر ۲۰۰۹ وارد ایستگاه‌های رادیویی شد.

## پدید آورندگان
- جیسون جونز – آواز
- دن اندریز – درامز
- کنی هارلسون – گیتار بیس
- درو بورک – گیتار
- راب دی هاون – گیتار
- کریس ویسکو – تهیه‌کننده
- رندی استاب – میکس